# Rafael García Mancebo
Rafael García Mancebo fue un militar y político peruano. 
Fue miembro del Congreso Constituyente de 1822 por el departamento de Tarma. Dicho congreso constituyente fue el que elaboró la primera constitución política del país.